# Malinovo
Malinovo (bulgariska: Малиново) är ett distrikt i Bulgarien.   Det ligger i kommunen Obsjtina Lovetj och regionen Lovetj, i den centrala delen av landet, 130 km öster om huvudstaden Sofia.
Trakten runt Malinovo består till största delen av jordbruksmark. Runt Malinovo är det ganska glesbefolkat, med 36 invånare per kvadratkilometer.